# 飓风桑迪：同心共度
飓风桑迪：同心共度（英語：Hurricane Sandy: Coming Together）是一个无商业利益演唱会，并有NBC等有线台联播的特别节目，由NBC筹办于2012年11月2日ET/CT时区下午8点于纽约市現場直播，并而MT和PT时区则延迟时间播放。演唱会为受到飓风桑迪袭击的地区筹集善资金，所有的善款都将捐给美国红十字会。由于有多家台共同转播本次演唱会所以NBC直播只获得了1.5的收视率以及6.26百万的观众人数。本次演唱会成功筹集到2300万美元。

## 联播台

### 公共电视网
- 全国广播公司

### 有线和卫星
- MSNBC
- Bravo
- CNBC
- E!
- G4
- Style Network
- USA电视台
- HBO
- Sirius Satellite Radio

### 广播
- New Jersey 101.5
- The Breeze 99.7
- 92.5 XTU
- B-103.1
- 107.1 The Peak